# Majewo (Ermland-Mazurië)
Majewo (Duits: Maibaum) is een plaats in het Poolse district  Elbląski, woiwodschap Ermland-Mazurië. De plaats maakt deel uit van de gemeente Milejewo en telt 280 inwoners.